# Agrotis jeanninae
Agrotis jeanninae là một loài bướm đêm trong họ Noctuidae.